# Enlinia saxicola
Enlinia saxicola är en tvåvingeart som beskrevs av Robinson 1964. Enlinia saxicola ingår i släktet Enlinia och familjen styltflugor.
Artens utbredningsområde är Tennessee. Inga underarter finns listade i Catalogue of Life.